# Hüseyin Gökçe
Hüseyin Gökçe (* 8. April 1954 in Denizli) ist ein türkischer Journalist und Buchautor.

## Leben
Gökçe begann seine journalistische Karriere in der Mittelschule, die er in der letzten Klasse ohne Abschluss verließ. Im Alter von 15 Jahren fing er als Lokaljournalist an und brachte es mit 22 Jahren zum Mitbesitzer der Lokalzeitung Meydan Gazetesi in Denizli. Seine abgebrochene Ausbildung holte er an der Abendschule nach und begann dann ein Studium zum Lehrer. 1977 zog er nach Istanbul um und arbeitete als freier Journalist für verschiedene Zeitschriften und Zeitungen. In den Jahren 1989 bis 1990 war er Chefredakteur der Tageszeitung Zaman. Danach machte er sich als Textilunternehmer selbständig und lebte bis 1995 im Ausland. Nach dieser Zeit war er als Generalsekretär des Unternehmerverbandes von Merter und Herausgeber der Zeitschrift derselben Organisation tätig. Parallel zu dieser Tätigkeit war er auch fünf Jahre Honorarkonsul Moldawiens in Istanbul. Im Reisetross des türkischen Präsidenten Süleyman Demirel besuchte er 20 Länder. Gökçe hat als Autor insgesamt 11 Bücher geschrieben, darunter Romane, Reiseberichte, Gedichtbände, Etiketteratgeber und Geschichtsbücher. Des Weiteren gründete Gökçe 2009 den Verlag Han Yayınları. Ehrenamtlich ist Gökçe unter anderem Mitglied im Vorstand des türkischen Globetrottervereins Gezginler Kulübü. Gökçe ist verheiratet und Vater von zwei Töchtern und einem Sohn.

## Bücher
- Damla Damla Tarih
- Anneler Karşılıksız Sever
- Otomobil Recep (Kurzgeschichten)
- Dünyadaki Ayak İzlerim (Reisebericht), Verlag: Bilgi Yayıncılık, Istanbul 2003 ISBN 975-8364-64-2
- Lütfen Efendim (Etiketteratgeber)
- Söğüt’ten Çınara (Osmanische Geschichte in drei Bänden)
- İstanbul’da Görgülü Yaşamak, Verlag: İstanbul Büyükşehir Kültür A.Ş.(Druckhaus der Großgemeinde Istanbul)
- Ben de Beraberdim
- Bir Dağın Gölgesinde 111 Adım